# Джиневра д’Эсте
Джине́вра д’Эсте́ (итал. Ginevra d’Este; 24 марта 1419, Феррара, маркграфство Феррара — 12 октября 1440 или 3 сентября 1440, Римини, сеньория Римини) — принцесса из дома Эсте, дочь маркграфа Феррары Николая III. Супруга Сигизмунда Пандольфа, синьора Римини. По мнению современников, была убита мужем, когда тот из политических соображений, решил жениться на другой.

## Биография

### Семья и ранние годы
Принцесса Джиневра родилась 24 марта 1419 года в Ферраре. Она была дочерью Николая III, маркграфа Феррары из дома Эсте, от его второй жены Паризины Малатеста. По отцовской линии приходилась внучкой Альберту V, маркграфу Эсте, владетелю Феррары и Модены, и Изотте Альборезани. По материнской линии была внучкой кондотьера Андреа Малатеста, владетеля Чезены, и Лукреции Орделаффи. У Джиневры были сестра-близнец по имени Лючия и полнородный младший брат Альберто Карло, умерший вскоре после рождения.
Когда принцессе было шесть лет, отец уличил мать в супружеской неверности с пасынком — единокровным братом Джинервы, и казнил её. Спустя пять лет маркграф женился в третий раз на Риччарде Салуццезской, от которой у него родились два сына — Эрколе, первый герцог Феррары, Модены и Реджо, и Сиджизмондо, владетель Сан-Мартино. Кроме них у Джиневры было много единокровных братьев и сестёр — бастардов её отца.

### Брак
7 февраля 1434 года пятнадцатилетняя Джиневра была выдана замуж за семнадцатилетнего Сигизмунда Пандольфа, владетеля Римини. Свадебные торжества в столице владений жениха длились три дня. Перед тем, как сочетаться браком с принцессой, Сигизмунд Пандольф был обручён с дочерью кондотьера Франческо Буссоне, но помолвка была разорвана по политическим соображениям.
Брак оказался бездетным. Джиневра скоропостижно скончалась 12 октября 1440 года в Римини. По слухам, принцесса была отравлена мужем, который ложно обвинил её в супружеской неверности. На самом деле Сигизмунд Пандольф решил вступить в новый брак с дочерью владетеля Милана, рассчитывая на союз с этой сеньорией. Через два года он женился на Полиссене Сфорца, дочери Франческо Сфорца, будущего герцога Милана под именем Франциска I.
Джиневра, а вслед за ней и задушенная мужем Полиссена, были похоронены в часовне-усыпальнице рода Малатеста в храме Малатеста в Римини.
В 1461 году Сигизмунд Пандольф был обвинен римским папой Пием II в ряде преступлений, в том числе и в убийстве обеих своих жен, за что его отлучили от церкви.

## В культуре
На «Портрете принцессы» кисти Пизанелло, выставленным в Лувре, возможно, изображена Джиневра д’Эсте; по версии, других исследователей — Маргарита Гонзага, жена единокровного брата принцессы — Лионелло д’Эсте. Однако в пользу Джиневры указывает наличие на портрете нескольких символов, которые исследователи связывают с домом Эсте и с самой Джиневрой. К ним относится можжевельник (лат. juniper), звучание которого на латыни созвучно имени принцессы; бабочка — символ преждевременной смерти и воскресения, цветки лютика — символ насильственной смерти. Предположительно, посмертный портрет художнику в память о сестре в 1440 году заказал Лионелло д’Эсте, маркграф Феррары и герцог Модены и Реджо.